# Florien
Florien é uma vila localizada no estado americano de Luisiana, na Paróquia de Sabine.

## Demografia
Segundo o censo americano de 2000, a sua população era de 692 habitantes.
Em 2006, foi estimada uma população de 702, um aumento de 10 (1.4%).

## Geografia
De acordo com o United States Census Bureau tem uma área de
5,8 km², dos quais 5,8 km² cobertos por terra e 0,0 km² cobertos por água. Florien localiza-se a aproximadamente 105 m acima do nível do mar.

## Localidades na vizinhança
O diagrama seguinte representa as localidades num raio de 28 km ao redor de Florien.